# Afrikai kakukk
Az afrikai kakukk (Cuculus gularis) a madarak osztályának kakukkalakúak (Cuculiformes) rendjébe, ezen belül a kakukkfélék (Cuculidae) családjába tartozó faj.

## Rendszerezése
A fajt James Francis Stephens angol ornitológus írta le 1815-ban.

## Előfordulása
Angola, Benin, Bissau-Guinea, Botswana, Burkina Faso, Csád, a Dél-afrikai Köztársaság, Dzsibuti, Elefántcsontpart, Eritrea, Gabon, Gambia, Ghána, Libéria, Kenya, Kenya, a Kongói Köztársaság, a Kongói Demokratikus Köztársaság, a Közép-afrikai Köztársaság, Malawi, Mali, Mauritánia, Namíbia, Niger, Nigéria, Ruanda, São Tomé és Príncipe, Szenegál, Sierra Leone, Szomália, Szudán, Szváziföld, Tanzánia, Togo, Uganda, Zambia és Zimbabwe területén honos. 
Természetes élőhelyei a mérsékelt övi gyepek, szubtrópusi és trópusi gyepek, szavannák és cserjések. Vonuló faj.

## Megjelenése
Testhossza 32 centiméter.
|  |

## Természetvédelmi helyzete
Az elterjedési területe rendkívül nagy, egyedszáma pedig stabil. A Természetvédelmi Világszövetség Vörös listáján nem fenyegetett fajként szerepel.